# Pays de Caux

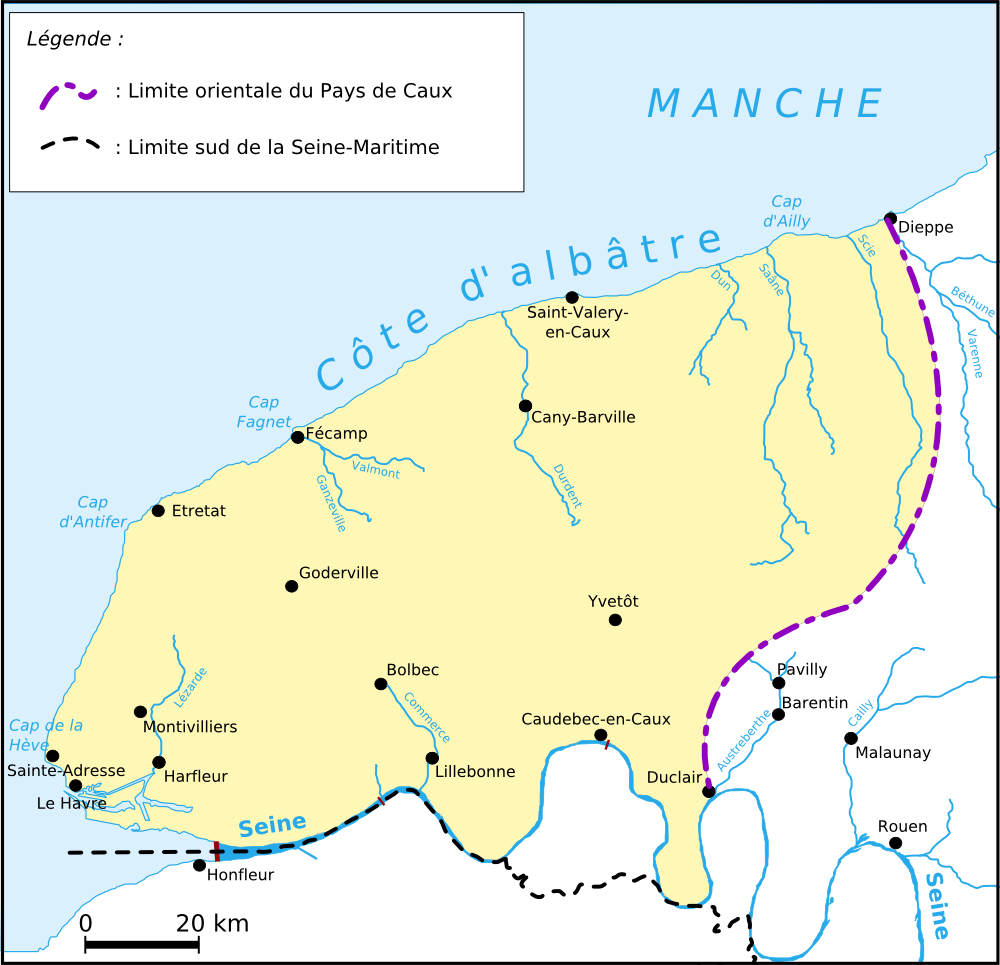
Mapa Pays de Caux

Pays de Caux – kraina geograficzno-historyczna w północnej Francji, w Górnej Normandii, w zachodniej części obecnego departamentu Sekwana Nadmorska, zajmująca kredowy płaskowyż położony nad kanałem La Manche, na północ od ujścia Sekwany.
Głównymi miastami Pays de Caux są Hawr, Dieppe, Fécamp, Bolbec oraz Yvetot.